# Madhumalla
Madhumalla – gaun wikas samiti we wschodniej części Nepalu w strefie Kośi w dystrykcie Morang. Według nepalskiego spisu powszechnego z 2001 roku liczył on 3729 gospodarstw domowych i 19229 mieszkańców (9856 kobiet i 9373 mężczyzn).